# Pop Evil
I Pop Evil sono una rock band statunitense formata a Grand Rapids (Michigan) nel 2001 da Leigh Kakaty.

## Storia

### Primi anni (2001–2007)
Il gruppo venne formato nel 2001 in Michigan con il nome di TenFive.
Pubblicarono indipendentemente un album (War of the Roses nel 2004) e un EP (Rady or Not nel 2006) contenente una versione dal vivo del brano Somebody Like You.
Nel 2007, il gruppo firmò un contratto con l'agenzia G&G Entertainment.

### Lipstick on the Mirror(2008–2009)
L'album di debutto ufficiale dei Pop Evil, Lipstick on the Mirror, venne pubblicato il 12 agosto 2008 dalla Pazzo Music, e distribuito dalla Fontana Distribution, una sussidiaria della Universal Music Group. Il 29 maggio 2008, il gruppo distribuì gratuitamente un'edizione speciale dell'album.
Nell'aprile 2008 venne pubblicato il primo singolo, Hero, che riuscì ad entrare nei 25 brani più passati in radio dalla Active Rock radio. Nel novembre 2008, venne pubblicato 100 in a 55 come secondo singolo estratto.
Il 5 marzo 2009 il gruppo firma un contratto con la Universal Records e pochi giorni dopo entra in studio per registrare una versione rimasterizzata di Lipstick on the Mirror e la versione acustica di 100 in a 55. Questa versione rimasterizzata venne pubblicata nel maggio 2009 attraverso la Universal Republic Records. La versione rimasterizzata di 100 in a 55 raggiunse la posizione numero 8 della Active Rock chart.
Nel luglio 2009, il gruppo diede l'opportunità ai fan di scegliere il prossimo singolo del gruppo. Dopo la conclusione della votazione, Breathe venne estratto come singolo e raggiunse la posizione numero 29 nella Active Rock chart.

### War of Angels(2010–2012)
Nel gennaio 2010, il gruppo annunciò di essere tornato in studio per registrare War of Angels, prodotto da Johhny K.
Nel settembre 2010 venne pubblicato Last Man Standing, primo singolo estratto dall'album, accompagnato da un videoclip in cui appare il lottatore UFC Frank Mir. Il brano raggiunge la posizione numero 5 della Active Radio chart.
War of Angels era previsto per l'8 febbraio 2011, ma il 1º febbraio 2011 durante una conferenza stampa il gruppo annunciò un ritardo nella pubblicazione dell'album a causa di conflitti con l'etichetta discografica. Il 22 maggio seguente, durante un concerto a Columbus, OH, il gruppo strappò simbolicamente il contratto con la Universal Music e annunciò un nuovo accordo con la eOne Music. War of Angels venne pubblicato il 5 luglio 2011.
Pochi giorni dopo, nel giugno 2011, venne pubblicato il secondo singolo Monser You Made. Poco dopo la registrazione del video il batterista Dylan Allison dovette allontanarsi dal gruppo per un intervento chirurgico e venne temporaneamente sostituito da Josh Marunde. Il videoclip per Monster You Made debuttò il 13 luglio 2011. Nel gennaio 2012, venne pubblicato il singolo Boss's Daughter, realizzato in collaborazione con Mick Mars. Il videoclip del brano, pubblicato nel maggio 2012, vede la partecipazione di Mars e della Playmate Jessa Hinton.
Il 6 aprile 2012 il gruppo annunciò, tramite la propria pagina Facebook, che il chitarrista Tony Greve aveva lasciato il gruppo. Venne ingaggiato Nick Fuelling come turnista e, in seguito, entrò come membro permanente nel gruppo.
Nel giugno 2012 venne pubblicato Purple come quarto singolo estratto da War of Angels.

### Onyx(2013–2015)
Nel gennaio 2013, i Pop Evil entrarono in studio per registrare il terzo album in studio, prodotto ancora una volta da Johnny K. Il primo singolo estratto dall'album, Trenches, venne pubblicato il 28 febbraio 2013, seguito l'11 aprile 2013 dal secondo singolo intitolato Goodbye My Friend. Il 5 aprile venne rivelato il titolo dell'album, Onyx, la copertina e l'elenco dei brani.
Onyx venne pubblicato il 14 maggio 2013 dalla eOne Music. Nel giugno 2013, Trenches raggiunse la prima posizione nella Active Rock chart. Nel dicembre 2013, il terzo singolo estratto dall'album, Deal with the Devil, raggiunse la prima posizione della Active Rock chart.
Nel febbraio 2014 il gruppo firmò un contratto con la Eleven Seven Music per la distribuzione europea degli album.
Nell'aprile 2014, il gruppo pubblica Torn to Pieces come quarto singolo estratto da Onyx.

### Up(2015-2017)
Il 22 gennaio 2015 venne annunciata la registrazione del quarto album in studio del gruppo, prodotto da Adam Kasper.
Nel maggio 2015 il gruppo annuncia la data di pubblicazione di Up, prevista per il 21 agosto 2015. Pochi giorni dopo, vengono rivelate la copertina e la lista dei brani dell'album; nello stesso giorno viene pubblicato il singolo Footsteps.

### Pop Evil(2018-presente)
A inizio 2018 viene annunciata l'uscita del quinto album omonimo della band.
L'album verrà pubblicato il 18 febbraio 2018.

## Formazione
Attuale
- Leigh Kakaty – voce (2001-presente)
- Nick Fuelling – voce, chitarra ritmica (2012-presente)
- Dave Grahs – chitarra solista, cori (2001-presente)
- Matt DiRito – basso, cori (2007-presente)
- Hayley Cramer– batteria (2016-presente)

Ex componenti
- Jaime Nummer – basso, cori (2001-2007)
- Dylan Allison – batteria (2001-2011)
- Tony Greve – chitarra ritmica (2007-2011)
- Chachi Riot (AKA Josh Marunde) – batteria (2011-2016)

## Discografia
- 2008 – Lipstick on the Mirror
- 2011 – War of Angels
- 2013 – Onyx
- 2015 – Up
- 2018 – Pop Evil
- 2020 - "#1's
- 2021 - Versatile